# Tilt (Cozy Powell)
| Recensione | Giudizio |
| ---------- | -------- |
| AllMusic   |          |

Tilt (conosciuto in Giappone come Thunder Storm) è il secondo album solista del batterista britannico Cozy Powell, pubblicato dalla Polydor nel 1983.

## Tracce

### A: Vocal side
1. The Right Side – 3:50 (Kirby-Cook)
2. Jekyll and Hyde – 4:38 (Gregory-Cook)
3. Sooner or Later – 3:02 (Gregory-Gantry)
4. Living a Lie – 5:37 (Powell-Marsden-Airey)

### B: Instrumental side
1. Cat Moves – 5:12 (Jan Hammer)
2. Sunset – 4:32 (Gary Moore)
3. The Blister – 4:22 (Moore-Airey)
4. Hot Rock – 4:36 (Jan Hammer)

## Musicisti
- Cozy Powell - batteria
- Elmer Gantry - voce solista (tracce A1, A2 e A3)
- Frank Aiello - voce solista (traccia A4)
- Kirby Gregory - chitarra (tracce A1, A2 e A3)
- Bernie Marsden - chitarra (traccia A4)
- Jeff Beck - chitarra (tracce B1 e B4)
- Gary Moore - chitarra (tracce B2 e B3)
- Chris Glen - basso (tracce A1, A2 e A3)
- Neil Murray - basso (traccia A4)
- Jack Bruce - basso (traccia B1)
- John Cook - tastiere e moog Taurus (tracce B3 e B4)
- Don Airey - tastiere (tracce B2 e B3)
- Mel Collins - sax (traccia A1)
- David Sancious - sintetizzatore (traccia B1)